# إستونيا تحت الحكم السويدي
إستونيا تحت الحكم السويدي هي الفترة الممتدة بين 1561 و1710، عندما كانت أجزاء من إستونيا الحالية (وبعد عام 1645 كامل البلاد الحالية) تحت الحكم السويدي. في أعقاب تفكك إمارة نظام التيوتون، في مناطق هاريين (هاريوما) وفيرلاند (فيروما)، وكذلك مدينة ريفال (تالين) في يونيو 1561 (وفي وقت لاحق يورفين (يارفا))، طلبت الطبقة الأرستقراطية المحلية الألمانية البلطيقية الحماية من الملك السويدي إريك الرابع عشر ومنحها ذلك، ما أدى إلى تدخل السويد في الحرب الليفونية. وفي نهاية تلك الحرب عام 1583، أصبحت السويد تسيطر على الأجزاء الشمالية من إستونيا الحديثة وجزيرة هييوما. وأسست في هذه المنطقة دوقية إستونيا. وبعد تجدد الحروب بين بولندا والسويد، دمجت الأجزاء الجنوبية من إستونيا الحالية (ثم ليفونيا) بالسويد بموجب معاهدة ألتمارك عام 1629. وفي عام 1645، تنازلت الدنمارك أيضًا عن جزيرة أوسل (ساريما) لصالح السويد، التي باتت تسيطر على كامل إستونيا الحالية.
انتهى الحكم السويدي بشكل عملي في عام 1710، عندما استسلمت جميع مقاطعات البلطيق السويدية للقوات الروسية خلال مراحل نهاية الحرب الشمالية العظمى. وأضفي الطابع الرسمي على الهيمنة الروسية عام 1721.
كانت أسباب التدخل السويدي في إستونيا اقتصادية وكذلك سياسية وعسكرية. وكان التاج السويدي مهتمًا بالحصول على حصة من أرباح التجارة الغنية مع روسيا.  وفي الوقت نفسه، يمكن اعتبار أن دوافع إستونيا أيضًا كانت منع روسيا والدنمارك من الحصول على موطئ قدم يحتمل أن يكون خطرًا بالقرب من فنلندا التي تسيطر عليها السويد.
يشار أحيانًا إلى وقت الحكم السويدي بالعامية باسم «الأوقات السويدية القديمة الجيدة» (بالإستونية: vana hea Rootsi aeg) ومع ذلك، ما يزال من غير الواضح ما إذا كان السكان المعاصرون الذين يتحدثون الإستونية يستخدمون هذا التعبير بشكل عام أو ما إذا كانوا يعتبرون أن وقت الحكم السويدي أفضل بكثير من وقت الحكام الأجانب السابقين. خاصة خلال الجزء الأخير من الحكم السويدي لإستونيا، إذ أجرت السلطات السويدية عددًا من الإصلاحات التي هدفت إلى تقليل تأثير الطبقة الأرستقراطية المحلية الناطقة بالألمانية لصالح الفلاحين المحليين الناطقين بالإستونية. في ضوء ذلك، هناك بعض الأدلة التي تشير إلى أن السكان الناطقين بالإستونية اعتبروا الحكم السويدي متميزًا بسيادة القانون، وقد سُجل في وقت لاحق، أن الطبقات الدنيا أعربت عن رغبتها بالعودة إلى الحكم السويدي خلال الأوقات العصيبة.
شملت الإصلاحات السويدية، التي كان لبعضها تأثير دائم، إنشاء جامعة تارتو (بالإضافة إلى المؤسسات التعليمية الأخرى، مثل مدرسة قواعد غوستاف أدولف)؛ وتعزيز اللوثرية بقوة، وتقديم ترجمات للكتاب المقدس باللغة الإستونية؛ وإنشاء محكمة استئناف في تارتو.

## السنوات المبكرة

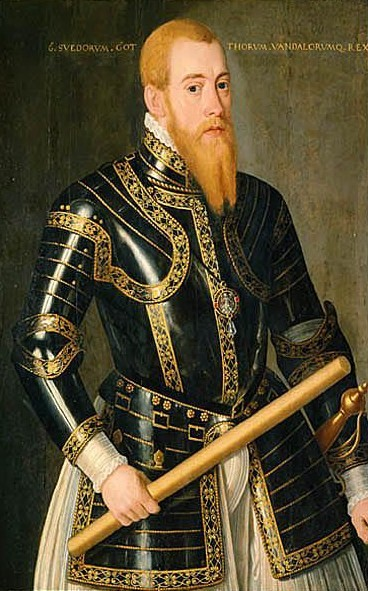
بدأ الحكم السويدي لإستونيا خلال عهد الملك إريك الرابع عشر

بدأت الاتصالات بين سكان السويد وإستونيا الحاليتين منذ عصر الفايكنغ. مثلًا، ذكر الشاهد القائم الروني في كنيسة روسلاغز برو في السويد رجلًا قتل في إستونيا خلال القرن الحادي عشر. وكانت هناك أقلية سويدية في إستونيا منذ العصور الوسطى على الأقل. خلال الحملات الصليبية الشمالية، قام الصليبيون السويديون بمحاولة فاشلة لغزو إستونيا. وبدلاً من ذلك، غزا الفرسان الصليبيون الألمان المنطقة وأقاموا إمارة نظام التيوتون هناك وفي معظم أجزاء دول البلطيق. مع تراجع فرسان تيوتون وإمارتهم، عادت الطموحات السياسية السويدية إلى إستونيا. وكانت طموحات الملك المستقبلي يوهان الثالث والدوق الكبير لفنلندا في خمسينيات القرن السادس عشر تأسيس حكم سويدي في إستونيا، لكن والده غوستاف فاسا ردعه. ثم طلب النبلاء المحليون عام 1561 إلى الملك الجديد، إريك الرابع عشر، التدخل في الحرب الليفونية الدائرة وحماية أراضي هاريوما وفيروما ومدينة تالين مقابل الوصاية عليهم. استمرت الحرب الليفونية، التي شاركت فيها السويد حينها، حتى عام 1583 (انتهت بمعاهدة بلوسا). بالنسبة للسويد، أدى ذلك إلى حفاظ السويد على الأراضي التي طلبت الحماية منها عام 1561، بالإضافة إلى الاستيلاء على مدينة نارفا.
اسم ليفونيا، الذي كان يشير في السابق إلى كل من إستونيا ولاتفيا الحالية، أصبح اسمًا لجنوب إستونيا التي تسيطر عليها بولندا ولاتفيا؛ ثم بدأ اسم «إستونيا» بالإشارة إلى المناطق الخاضعة للسيطرة السويدية في شمال وغرب إستونيا. ولم يستخدم مصطلح «إستونيا» للدلالة على جميع الأراضي التي عاش فيها الأشخاص الذين يتحدثون الإستونية حتى أوائل القرن العشرين.
بدأت السويد بإعادة تنظيم الحكومة في الدوقية الجديدة مباشرة بعد إبرام معاهدة السلام مع روسيا في عام 1583. ومثل المدن الليفونية، استسلمت الأرستقراطية الإستونية والمدن بشرط الاحتفاظ بامتيازاتهم. على عكس ليفونيا، حيث انتهكت بولندا الاتفاقية بسرعة، حافظ الملوك السويديون على وعودهم لمدينة تالين والنبلاء المحليين.
جرى تمثيل ملاك الأراضي في شمال وغرب إستونيا الذين يضمون النبلاء الإستونيين في الجمعية العامة، التي تعقد بانتظام كل ثلاث سنوات (برلمان الولاية)، وهيئتها التنفيذية - كلية القضاة. وجرى تمثيل الملكية السويدية من قبل اللورد الملازم، الحاكم لاحقًا، وحكمت المنطقة بمساعدة النبلاء. تتألف ممتلكات التاج من الأراضي التي كانت مملوكة سابقًا للنظام الليفوني والأديرة والأسقفيات والعقارات الإقطاعية المهجورة؛ وأصبح جزء من الأراضي التي هُجرت في الحرب تحت سيطرة الأرستقراطية المحلية. بالنسبة للإدارة، قسمت هذه الأراضي إلى إقطاعيات، مقسمة إلى ضيع إقطاعية تابعة للتاج يرأسها مأمورون. قدم الملوك السويديون الأراضي بسخاء كملكية خاصة كمكافأة للاستحقاق والخدمة.
لهذا السبب كانت معظم الأراضي الإستونية ملكية خاصة بحلول نهاية القرن السادس عشر، وكان معظم مالكيها من بحر البلطيق. اكتسب نبلاء البلطيق الألمان قوة واسعة في كلا المجالين الاقتصادي والسياسي، وقوبلت محاولات التاج لاحقًا لكبح هذه السلطة بمقاومة قوية. إن مراعاة تلك السلطة المركزية لهم لفترة طويلة كان بسبب الحروب المستمرة، ما جعل من المهم الحفاظ على ولاء الطبقة الأرستقراطية المحلية.

## التوسع

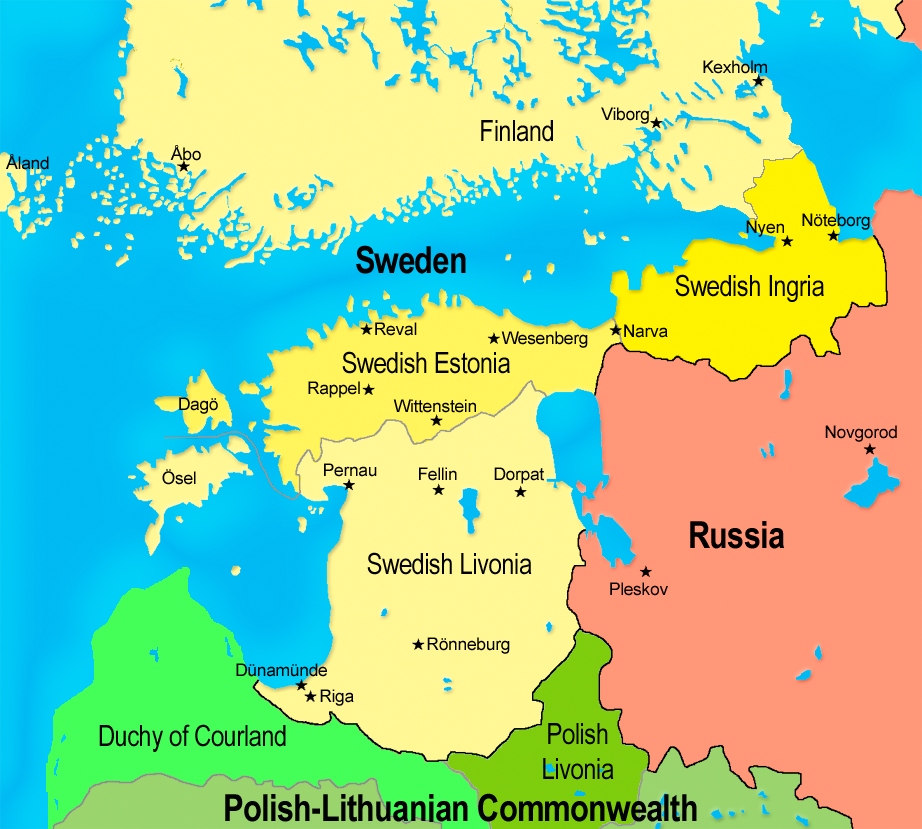
المقاطعات البلطيقية للإمبراطورية السويدية خلال القرن السابع عشر.

كان غزو دوقية إستونيا نقطة البداية لسياسة التوسع للسويد، التي أدت إلى الفترة المُشار إليها في تاريخها أحيانًا بأنها الإمبراطورية السويدية. خلال القرن السابع عشر، كسبت السويد مناطق واسعة حول بحر البلطيق. في عام 1629، غزت القوات السويدية ليفونيا المسيطر عليها من قبل بولندا، بما في ذلك الأجزاء الجنوبية من إستونيا الحالية، وفي عام 1645، جرى التنازل عن جزيرة ساريما من قبل الدنمارك للسويد كجزء من معاهدة برومسيبرو للسلام.
في حين اعتُبر استسلام شمال إستونيا للسويد أمرًا طوعيًا، اعتُبرت ليفونيا أرضًا محتلة. استعاد الملك غوستاف الثاني أدولف (1611-1632) جزئيًا امتيازات الأرستقراطية الليفونية، والتي فُقدرت خلال السنوات البولندية. أُنشئت سلطة مركزية قوية ووُضعت القوانين السويدية تحت قيادة الحاكم العام. فرّ الكثير من الأرستقراطيين المحليين خلال الحرب، وبدلًا من ذلك، تحرك أعضاء النبلاء السويديين للاستيلاء على العديد من الأراضي الليفونية.
مارست السلطات السويدية رقابة صارمة على الحياة الدينية والفكرية، منظِّمةً عمليات تفتيش منتظمة، أو ما يُسمى الزيارات، منذ نهاية القرن السادس عشر وطوال القرن السابع عشر. زار رجال الدين الأعلى -الأساقفة أو المشرفون- الطائفة تلو الأخرى، لتفقد المعتقدات الدينية للفلاحين ولاستئصال بقايا الوثنية أو الكاثوليكية. أجرى يوهانس رودبيكيوس أول زيارة واسعة النطاق. أنشأ غوستاف الثاني أدولف أيضًا محكمة الاستئناف في تارتو وجامعة تارتو بمساعدة الحاكم يوهان سكايت.
على أي حال، منح خلفاء غوستاف الثاني أدولفوس المزيد من الحقوق إلى الطبقة الأرستقراطية الليفونية. كان السبب في ذلك جزئيًا هو حقيقة أن الدولة قد تنازلت عن سلطتها الاقتصادية والسياسية من خلال نقل معظم ممتلكات الملك إلى أيدي القطاع الخاص (غالبًا إلى الطبقة الأرستقراطية العالية السويدية بسبب جدارتها). نال طبقة النبلاء الليفونيين التقدير بحلول عام 1647: أصبحت ممثلة حينها في لاندتاغ (برلمان ولاية) إقليمي ولاندراتس كوليغيوم (مجلس منطقة) تنفيذي. كان اللاندتاغ يُعقد كل ثلاث سنوات وتجري مناقشة السياسات مع السلطة المركزية. لم يكن هناك أي تمثيل للأرستقراطية في إستونيا وليفونيا وأوسيل (ساريما) في البرلمان السويدي (الريكسداغ).

## فترة حكم كارل الحادي عشر

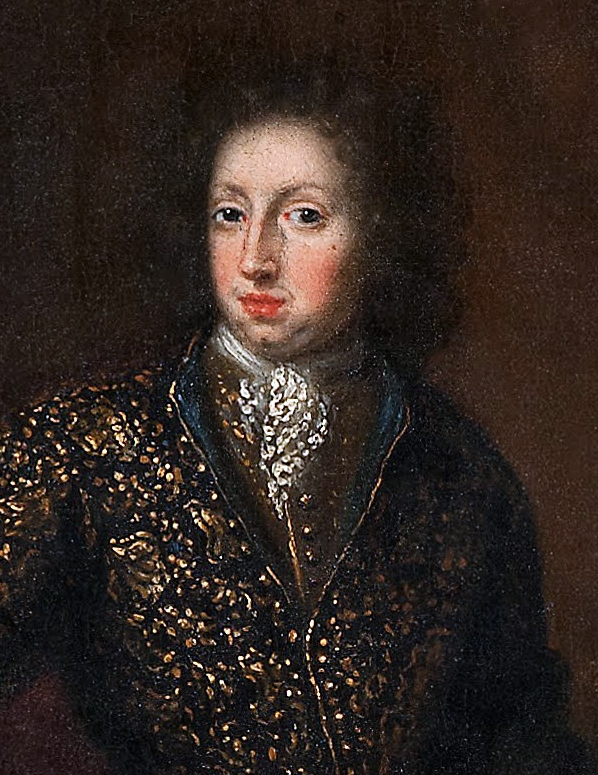
كارل الحادي عشر

أدخل حكم الملك كارل الحادي عشر (1672-1697) تغييرات جذرية إلى سياسة السويد في محافظاتها الواقعة وراء البحار. ونتيجة لاستمرار الحرب وتحويل ممتلكات المملكة إلى ملكية خاصة، انخفضت إيرادات الدولة السويدية. نُفذ ما يُسمى انتزاع ممتلكات النبلاء من أجل زيادة إيراداتها. ارتبط تقليل الأراضي الإقطاعية بتغيير جذري آخر؛ تشكيل المَلكية المطلقة بزعامة كارل الحادي عشر، التي سعت إلى تعزيز السلطة المركزية في جميع أجزاء الإمبراطورية وشجعت الروابط القوية بين أراضي البر والمحافظات ما وراء البحار.
في عام 1680، أعلن الريكسداغ السويدي عن التخفيض الكبير. مع أن التخفيضات السابقة لم تمتد إلى إستونيا وليفونيا، فقد امتد هذا القرار إلى هاتين المنطقتين أيضًا. كان من المقرر تقليل جميع الممتلكات التي كانت في حيازة خاصة منذ بدء الحكم السويدي. قوبل هذا الشرط بمعارضة عنيفة من النبلاء المحليين. رأت السلطات العليا المحلية في هذا القرار للريكسداغ السويدي –الذي اتُّخذ دون موافقة أصحاب الأراضي المحليين– انتهاكًا لحقوقها، باعتبار أن حكومة الدولة المزدوجة والطبقة الأرستقراطية قد عملت حتى ذلك الوقت؛ في مجال فهم طبقة النبلاء الليفونية، كانت محافظات ما وراء البحار مرتبطة بالسويد من خلال اتحاد. في دوقية إستونيا، حيث حُددت مُلكية الأراضي بشكل أوضح وكان هناك العديد من الضيع الإقطاعية (العزبات) التي اعتُمدت وفقًا لقانون الإرث القديم، جرى التخفيض في عام 1680 بسلام تام.
أعقب التخفيض أيضًا إصلاحات أخرى. لم يعد يُسمح لمستأجري الضيع الإقطاعية بضرب المزارعين؛ أصبح بإمكان الفلاحين مقاضاة المستأجرين، وحتى الالتماس إلى الملك نفسه. كان من المحظور بيع الفلاحين دون أرض، أو إرسالهم بعيدًا عن أراضيهم، أو الاستيلاء على أراضيهم. لم يكن من الممكن بعد مقارنة وضع الفلاحين الإستونيين في الضيع الإقطاعية الملكية بالفلاحين الأحرار في السويد، لكنه كان أفضل بكثير من وضع الفلاحين في الأراضي الخاصة. أعلن كارل الحادي عشر عن نيته بإلغاء القنانة في الضيع الإقطاعية الملكية الإستونية عندما بدأ التخفيض، إذ كانت القنانة مقتصرة على مقاطعات البلطيق.

## حرب الشمال العظمى ونهاية الحكم السويدي في إستونيا
لم يكن للإصلاحات التي أُجريت في إستونيا في عهد كارل الحادي عشر أثر طويل الأمد؛ في الواقع، لم يُوضع سوى قانون الكنيسة السويدية في موضع التنفيذ. في عام 1697، توفي كارل الحادي عشر بمرض السرطان واعتلى ابنه كارل الثاني عشر العرش، وفي عام 1700، اندلعت حرب الشمال العظمى. بحلول عام 1699، كانت بولندا والدنمارك وروسيا قد شكلت تحالفًا مناهضًا للسويد. أثبتت معركة نارفا، الحرب التي استمرت حتى عام 1721 وحُقق فيها أحد الانتصارات السويدية الكبرى في إستونيا، أخيرًا أنها كانت كارثية على السويد. في عام 1907، كانت القوات الروسية قد بدأت بفرض حصار على ريغا، مركز ليفونيا؛ استسلمت المدن الليفونية والإستونية واحدة تلو الأخرى بعد الاستيلاء على ريغا في عام 1710. انتهت الحرب في الأراضي الإستونية باستسلام تالين في سبتمبر عام 1710. مع اعتبار روسيا أن دعم النبلاء المحليين ضروري لتوطيد سلطتها، حققت المدن والأرستقراطية شروطًا مواتية للاستسلام. أُعلن ضم إستونيا وليفونيا إلى روسيا بمعاهدة نيستاد للسلام في عام 1721، ما أنهى الحرب التي استمرت عشر سنوات أخرى خارج إستونيا.